# Barrio La California
El Barrio La California (conocido popularmente como La Cali) es uno de los 75 barrios en los que se divide oficialmente la ciudad de San José, capital de Costa Rica. Se ubica entre los distritos de Carmen y Catedral, al este de la ciudad, y es muy conocido por ser un importante centro de vida nocturna tanto por albergar gran cantidad de bares, clubes y restaurantes como por congregar a miles de personas que lo utilizan para convivir durante las noches, especialmente jóvenes en fines de semana.

## Ubicación
El epicentro del barrio es la calle 21, especialmente entre el Paseo de las Damas (avenida 3) y la avenida central, lugar en el que cada fin de semana asisten hasta 3 mil personas que se distribuyen en la vía pública y en los diferentes establecimientos aledaños, desde el atardecer hasta la madrugada. Este lugar también alberga un importante componente cultural, con icónicos espacios como el Cine Magaly, así como una cercanía estratégica con otros focos artísticos como galerías, museos y el Edificio Fercori (la Antigua Aduana).

## Vida nocturna
Existe también un potente auge gastronómico y turístico en el barrio, debido a que es un foco muy conocido por su vida nocturna y contiene gran cantidad de restaurantes, por lo que se ha querido encauzar su imagen y mejorar su entorno, surgiendo algunos proyectos de cooperación entre las autoridades municipales, los vecinos, los empresarios y la Fuerza Pública para transformar el barrio y consolidarlo como el referente de vida nocturna en San José.

## Problemáticas
De hecho, es por su carácter multitudinario que se han presentando algunas problemáticas en el barrio, relacionadas con su papel de foco ocioso nocturno. En comparación con otras localidades similares como la Calle de la Amargura en Montes de Oca, en el Barrio La California el auge es mucho mayor y la elevada concentración de personas en el espacio ya han generado brotes de violencia y tráfico de drogas.

## Galería

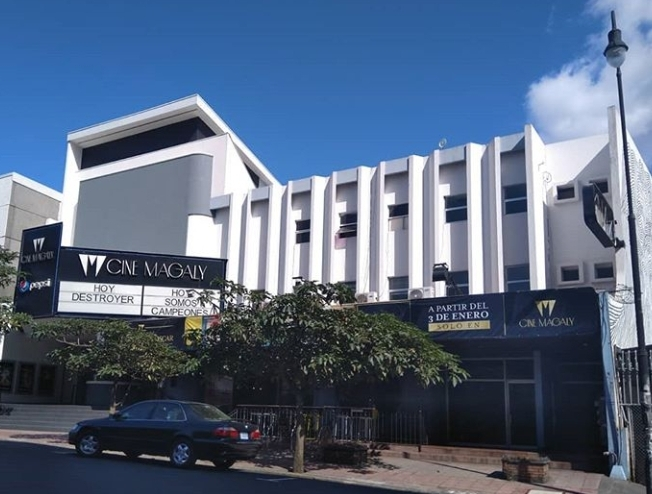
El Cine Magaly, es uno de los establecimientos más icónicos de La Cali.
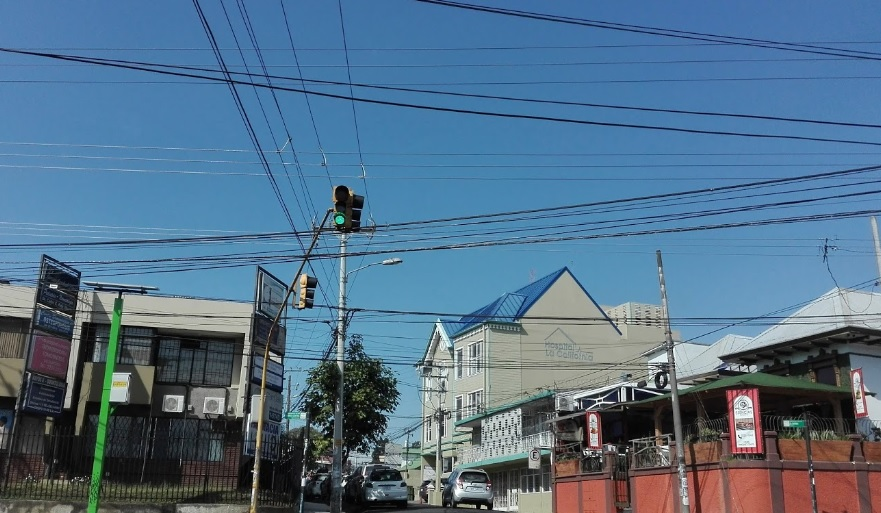
Vista de la intersección entre la av. 0 y la c.25, en el sector central del barrio.